# Bactrocera aceromata
Bactrocera aceromata
 es una especie de díptero que White y Evenhuis describieron por primera vez en 1999. Bactrocera aceromata pertenece al género Bactrocera de la familia Tephritidae.